# Église Saint-Barthélemy de Granier
L'église Saint-Barthélémy est une église catholique, située dans l'ancienne commune de Granier, qui a fusionné dans la nouvelle commune d'Aime-la-Plagne, en Savoie. L'église est placée sous le patronage de saint Barthélemy. 

## Histoire
Les premières mentions de la paroisse ou de l'église datent du XIVe siècle sous la forme Ecclesia de Graneriis puis en 1608 avec Ecclesia parrochialis Graneriorum. La paroisse semble avoir été créée en 1344, en étant détachée de la paroisse d'Aime, où le premier document parlant de celle-ci indique l'agrandissement d'une chapelle.
Au cours du XVIe siècle, l'édifice est de nouveau modifié et agrandi. L'église est consacrée le 7 octobre 1538. Vers la fin du siècle suivant, l'église est à nouveau modifiée. Les travaux se terminent en 1673 avec la consécration de l'église par l'archevêque de Tarentaise.
Le XVIIIe siècle voit de nouveaux travaux être réalisés (clocher, chœur), amenant à une nouvelle consécration en  le 27 mai 1729.

## Description
L'église est reconstruite dans un style baroque au XVIe siècle.
Le chœur, réalisé selon un plan médiéval en cul-de-four, est reconstruit au XVIIe siècle, dans un style baroque, (prix-fait 1647), s'inspirant notamment de celui de l'église Saint-Laurent de Montgirod. Il est consacré le 26 juin 1653.
L'église possède un retable du maître-autel réalisé par le maître sculpteur Valsesian, Jacques Antoine Todesco, en 1677,.
L'édifice possède une chapelle dédiée à sainte Barbe et fondée en 1477.
Le clocher se termine par une flèche en tuf, réalisé par le maître-maçon Valsesian, Pierre Martinet, en 1732.